# اینداکتیویسم
اینداکتیویسم (به انگلیسی: Inductivism)، فلسفه سنتی و رایج روش علمی برای توسعه نظریه‌های علمی است. هدف اینداکتیویسم مشاهده بی‌طرفانه یک حوزه، استنتاج قوانین از موارد بررسی‌شده و در نتیجه کشف عینی تنها نظریه طبیعی و درستِ مورد مشاهده است.
اساس اینداکتیویسم به طور خلاصه «این ایده است که نظریه‌ها می‌توانند از واقعیت‌ها استخراج شوند یا بر اساس آن‌ها بنا نهاده شوند». سلطه مفهومی اینداکتیویسم که به‌صورت مرحله‌ای تکامل یافته است، چهار قرن از زمان پیشنهاد فرانسیس بیکن در سال ۱۶۲۰ مبنی بر چنین چیزی در برابر مدل غالب اروپای غربی،یعنی اسکولاستیسم، که به‌صورت قیاسی از باورهای از پیش تعیین‌شده استدلال می‌کرد، به طول انجامید.
در قرن‌های نوزدهم و بیستم، اینداکتیویسم تسلیم فرضیه‌انگاری، که گاهی اوقات به آن قیاس‌گرایی نیز گفته می‌شود، به‌عنوان ایدئال‌سازی واقع‌بینانه روش علمی شد. نظریه‌های علمی به‌خودی‌خود اکنون به موارد استنتاج از طریق بهترین تبیین نسبت داده می‌شوند که مانند روش‌های واقعی دانشمندان،متنوع هستند و رسماً قابل تجویز نیستند.

## اینداکتیویسم و اینداکشنیسم
اینداکتیویسم و اینداکشنیسم در عین مرتبط بودن، جنبه‌های مختلفی از پژوهش علمی را توصیف می‌کنند. اینداکتیویسم یک دیدگاه فلسفی است که معتقد است دانش علمی در درجه اول از مشاهده و استقرا حاصل می‌شود. از سوی دیگر، اینداکشنیسم عمل خاص تشکیل قوانین یا نظریه‌های کلی از طریق مشاهده و تعمیم موارد خاص است.